# Asian Institute of Technology

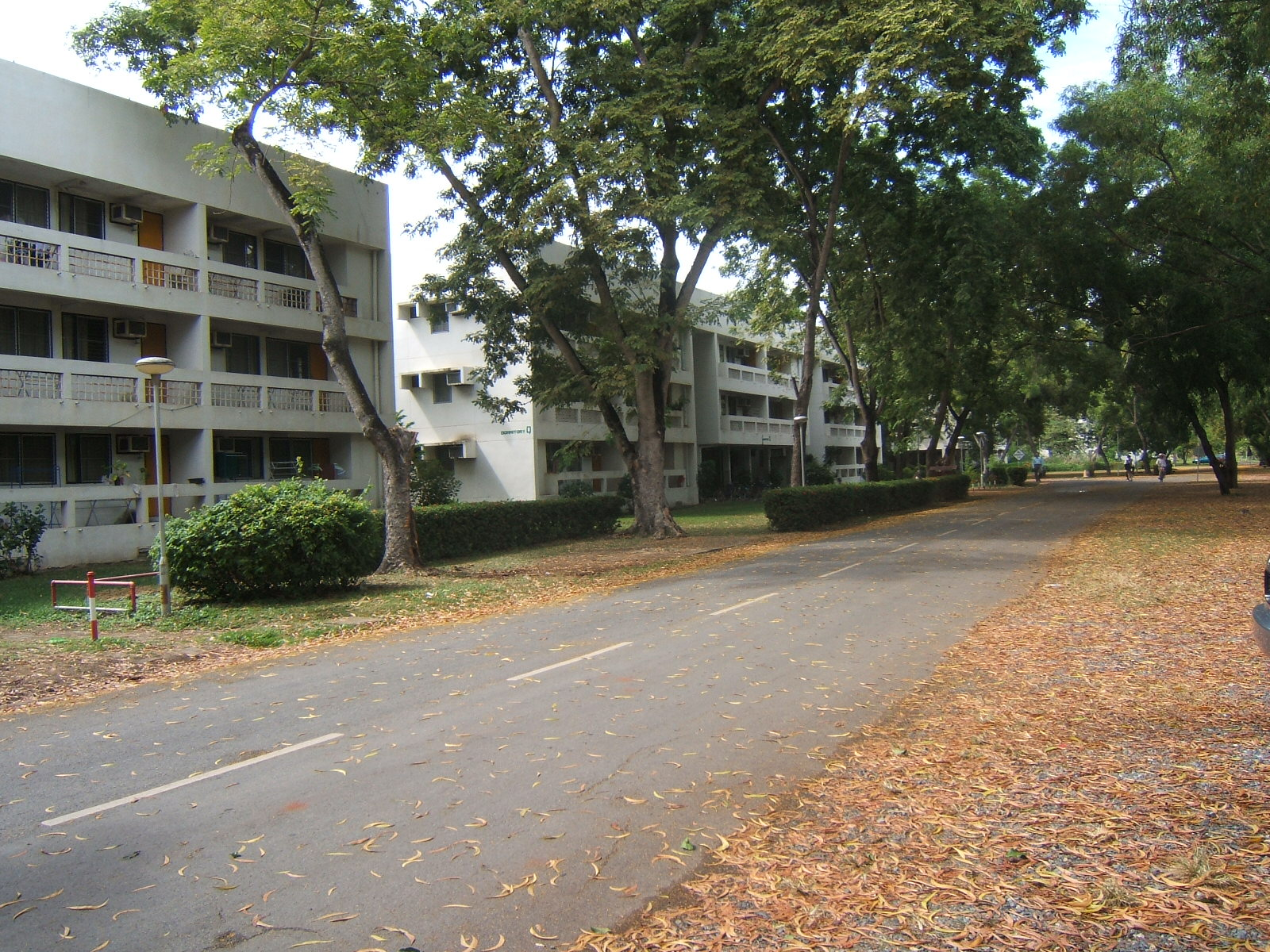
Unterkünfte des Asian Institutes of Technology

Das Asian Institute of Technology (AIT, Asiatisches Institut für Technologie) ist eine internationale höhere Bildungseinrichtung mit Sitz in der zentralthailändischen Provinz Pathum Thani, nördlich von Bangkok. Es bietet postgraduale Studiengänge in den Ingenieurwissenschaften, Fortgeschrittene Technologien, dem Management und der Planung.

## Geschichte und Aufgabe
Das Asian Institute of Technology wurde 1959 als SEATO Graduate School of Engineering gegründet, um hochqualifizierte und engagierte Ingenieure heranzubilden, die eine führende Rolle bei der anhaltenden Entwicklung in Südostasien spielen und die Integration der Region in die globalisierte Wirtschaft unterstützen sollten. Anfangs nur von den Mitgliedern der SEATO wird das Institut heute von Institutionen weltweit gefördert.
Bis November 1967 wurde die Schule von der Fakultät für Ingenieurwissenschaften der Chulalongkorn-Universität unterhalten, ehe es als unabhängiges Institut etabliert wurde.
2006 reklamierte das Asian Institute of Technology eine führende Rolle bei der weiteren Ausbildung von Graduierten in der Region, wobei man sowohl mit dem öffentlichen als auch mit dem Privatsektor sowie mit einigen der besten Universitäten der Welt zusammenarbeite.

## Lage

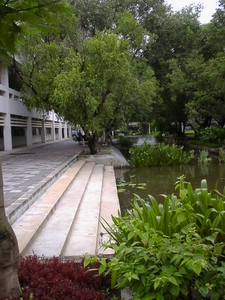
Umgebung des AIT

Der Campus des Instituts liegt an der Thanon Phahonyothin in Amphoe Khlong Luang, Provinz Pathum Thani, etwa 40 km nördlich des Stadtzentrums von Bangkok. Direkt daneben befindet sich das Rangsit-Zentrum der Thammasat-Universität. Nicht weit entfernt befindet sich auch der Science Park Pathum Thani.
Zusätzlich zu dem Campus in Thailand bestehen weitere Ableger in Vietnam (AIT Center Vietnam, seit 1993 in Hanoi) und in Planung befindliche Zentren in Indonesien und Pakistan.

## Organisation
Das Asian Institute of Technology besteht aus drei Schulen, der AIT-Erweiterung, den AIT Center in Vietnam und in Indonesien. Präsident ist Said Irandoust.
Die drei Schulen sind
- Schule für Ingenieurwesen und Technologie (School of Engineering and Technology, SET)[4]
- Schule für Umwelt, Ressourcen und Entwicklung (School of Environment, Resources and Development, SERD)[5]
- Schule für Management (School of Management, SOM)[6]

## Auszeichnungen
1989 erhielt das Asian Institute of Technology den Ramon-Magsaysay-Preis für Frieden und Völkerverständigung „für die Schaffung einer neuen Generation von Ingenieuren und Managern, die für Asien wirken, in einer Atmosphäre der wissenschaftlichen Leistungsfähigkeit und regionalen Verständigung“.

## Studenten
Etwas mehr als 100 akademische Mitarbeiter (aus 22 Ländern) betreuen fast 2.000 Studenten aus 50 Ländern.

## Mitgliedschaften
Das Asian Institute of Technology ist Mitglied im Greater Mekong Subregion Academic and Research Network und im LAOTSE, einem internationalen Netzwerk führender Universitäten in Europa und Asien.

## Domain .th
Das Institut betreut die Top-Level-Domain .th für Thailand.
Die internationalisierte Domain ist .ไทย.

## Bekannte ehemalige Studenten und Dozenten
- Anand Panyarachun (* 1932), ehemaliger Premierminister von Thailand
- Kanchana Kanchanasut (* 1951), Pionierin des Internets (Hall of Fame)

## Ranking
Im QS World University Ranking 2013 belegte das AIT in Geo- und Marinewissenschaften den zweiten, in Bauingenieurwesen sowie Buchhaltung und Finanzen den vierten Platz innerhalb Thailands.